# Agonista

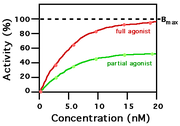
Agonisták

A farmakológiában agonistának nevezzük azokat az anyagokat, amelyek valamely receptorhoz kötődnek és azon biológiai választ idéznek elő. Az agonisták egyrészt endogén ligandok (hormon vagy neurotranszmitter), másrészt azok hatását utánozni képes exogén anyagok.

## Típusok
- Teljes agonisták az adott receptoron maximális biológiai hatást váltanak ki. Például a gyógyszerként használt izoprenalin, ami a β adrenoreceptorokon ugyanolyan erős hatást vált ki, mint az adrenalin.
- Parciális agonisták (mint a buspiron, aripiprazol, buprenorfin) szintén kötődnek és aktiválják a receptorokat, de nem képesek azt a biológiai hatást létrehozni, mint a teljes agonisták. Teljes agonista jelenlétében a parciális agonisták kompetitív antagonistaként viselkednek, mert a teljes agonista hatását csökkentik azáltal, hogy versenyeznek a receptorkötődési helyekért.[1] Ezt terápiásan is ki lehet használni. Például a szkizofréniában egyes agyi területeken a dopamin szint alacsony, míg a mesolimbikus területeken a dopamin-transzmisszió fokozott. Az aripriprazol, mint parciális agonista hiperaktivitás esetén gátlóként (antagonistaként), míg hipoaktivitás esetén agonistaként viselkedik.[2]
- Inverz agonista hatása ellenkezője az agonista hatásának.

Antagonistáknak nevezzük azokat a vegyületeket, amelyek megakadályozzák az agonisták által kiváltott hatásoknak a létrejöttét. A receptorokat aktiválhatják vagy inaktiválhatják endogén (mint a hormonok, neurotranszmitterek) vagy exogén (mint a gyógyszerek) agonisták és antagonisták is, ezáltal serkentő vagy gátló folyamatokat létrehozva.
A következő táblázat példákat sorol fel receptorokra és az azokhoz kötődő endogén, és exogén agonistákra:
| Receptor              | altípus     | endogén agonista        | exogén agonista         |
| --------------------- | ----------- | ----------------------- | ----------------------- |
| Adrenergreceptor      | α1          | Adrenalin, Noradrenalin | Fenilefrin, Methoxamin  |
| Adrenergreceptor      | α2          | Adrenalin, Noradrenalin | Clonidin                |
| Adrenergreceptor      | β1          | Adrenalin               | Dobutamin               |
| Adrenergreceptor      | β2          | Adrenalin               | szalbutamol, Terbutalin |
| Opioidreceptorok      | η, κ, δ     | Endorfinok, Enkefalinok | Morfin                  |
| Acetilkolinreceptorok | nikotinos   | Acetil-kolin            | Nikotin                 |
| Acetilkolinreceptorok | muszkarinos | Acetil-kolin            | Muszkarin, Karbakol     |

## Aktivitás (ED50)

### Hatáserősség
Az agonista hatáserősségét (potencia) az ED50 értékkel jellemezhetjük. Az ED50 megadja azt a dózist, amely a maximális hatás 50%-át hozza létre. Az ED50 érték jól használható azonos indikációba használt gyógyszerek összehasonlítására. Ha egy gyógyszernek kisebb az ED50 értéke, akkor ugyanazt a hatáserősséget kisebb koncentrációban tudja létrehozni, vagyis adott szerből kevesebbet kell a betegnek fogyasztania. 

### Terápiás index
Ha egy gyógyszert a terápiában használnak, fontos megállapítani azt a koncentrációsávot, ahol az adott szer kiváltja a kívánt hatást és még nem okoz veszélyes mellékhatást. Az ED50 analógiájára bevezethetjük a TD50 (toxikus dózis) értékét is, amely a kísérleti állatok 50%-ban vált ki egy toxikus hatást. A terápiás index a TD50 és az ED50 aránya. A vegyületek használhatóságát korlátozza, ha terápiás indexük kicsi, hiszen ilyenkor a dózis kis mértékű változása már toxikus hatást válthat ki. A gyógyszerkutatás célja, hogy minél biztonságosabb szereket fejlesszenek ki. Részint ezért szorították ki a kis terápiás szélességű barbiturátokat a jobban tolerálható benzodiazepinek.

## Kapcsolódó lapok
- receptor